# سانتا إيوخينيا
بلدية سانتا إيوخينيا (بالإسبانية: Santa Eugenia) هي بلدية تقع في منطقة جزر البليار شرق إسبانيا.

## الديموغرافيا
بلغ عدد سكان بلدية سانتا إيوخينيا 1.640 نسمة عام 2011 (وفقاً للمعهد الوطني للإحصاء الإسباني).
| 1.033 | 1.143 | 1.328 | 1.420 | 1.489 | 1.663 | 1.640 |